# István Pálfi
István Pálfi (ur. 23 września 1966 w Berettyóújfalu, zm. 15 lipca 2006 tamże) – węgierski polityk i samorządowiec, parlamentarzysta krajowy, eurodeputowany VI kadencji.

## Życiorys
Studiował stosunki międzynarodowe na Uniwersytecie Ekonomicznym im. Karola Marksa w Budapeszcie, a w latach 90. zarządzanie zasobami ludzkimi na Uniwersytecie w Peczu.
Pracował w branży turystycznej. Zaangażował się w działalność centroprawicowego Fideszu. W 1993 stanął na czele struktur tej partii w swoim rodzinnym mieście. Był radnym i członkiem władz komitatu Hajdú-Bihar, a także zastępcą burmistrza Berettyóújfalu.
W latach 2002–2004 sprawował mandat posła do Zgromadzenia Narodowego. W wyborach w 2004 z listy Fideszu został deputowanym do Parlamentu Europejskiego. Był członkiem Komisji Kontroli Budżetowej, Komisji Rozwoju Regionalnego oraz grupy EPP-ED. Zmarł w trakcie kadencji w swoim rodzinnym mieście.